# RISC Single Chip

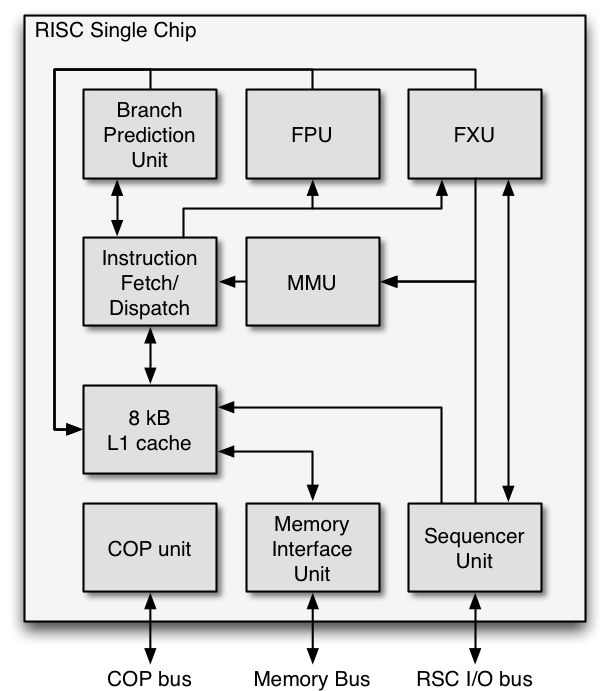
RSCチップの論理構造図

RISC Single Chip (RSC)は、IBMが開発・製造した、シングルチップのマイクロプロセッサである。
RSCは、POWER命令セットアーキテクチャを持つマルチチップのPOWER1マイクロプロセッサーの、機能削減・シングルチップ版である。RSCは、IBM RS/6000ファミリーのモデル220や230などの、エントリーレベルのワークステーションで使用された。RSCの派生製品には、耐放射線版のRAD6000や、最初のPowerPCプロセッサであるPowerPC 601がある。
RSCはクロック周波数 33MHz および 45MHz で稼動した。RSCはALU、FPU、ブランチプロセッサーの3つの実行ユニットと、8KBの一元化された命令およびデータを持った。